# Monique Arnaud
Monique Arnaud est une chercheuse française en astrophysique. Elle exerce à l'Institut de recherche sur les lois fondamentales de l'Univers (IRFU) du Commissariat à l'énergie atomique et aux énergies alternatives.

## Travaux
Sa thèse porte sur l’étude du gaz chaud dans le milieu interstellaire et les amas de galaxies. 
En 1992, elle est nommée responsable scientifique français sur le projet XMM-Newton de l’Agence  spatiale  européenne.  Monique Arnaud utilise  intensivement les observations de cet observatoire spatial, depuis son lancement en 1999, pour tenter de comprendre comment les amas de galaxies ont vu le jour.
Elle participe activement au traitement des données Planck notamment dans l'équipe dédiée à l'effet Sunyaev-Zel'dovich
.

## Récompenses et distinctions
- Médaille d'argent du CNRS (2010)[3]